# 岩波茂雄
岩波茂雄（1881年8月27日—1946年4月25日）是一位日本企业家和出版家，岩波书店创始人。

## 生平
1881年出生于日本长野县的一个农户家庭，在他上学期间，父亲因病去世，他成为一家之主。他为了帮助母亲而务农，但在1899年移居东京，因欣赏杉浦重刚就读于日本学园初中和高中。1901年入读舊制第一高等學校，1904年因考试不及格而退学，1905年考入东京大学哲学科，1906年结婚。1913年创立岩波书店，1914年夏目漱石向其自费出版小说《心》而大获成功。1927年创刊岩波文库，1933年创刊岩波全书，1938年创刊岩波新书，1945年担任贵族院 (日本)议员，1946年获得文化勋章 (日本)。
1945年在静冈县热海市去世，享年64岁，葬于神奈川县镰仓市东庆寺。

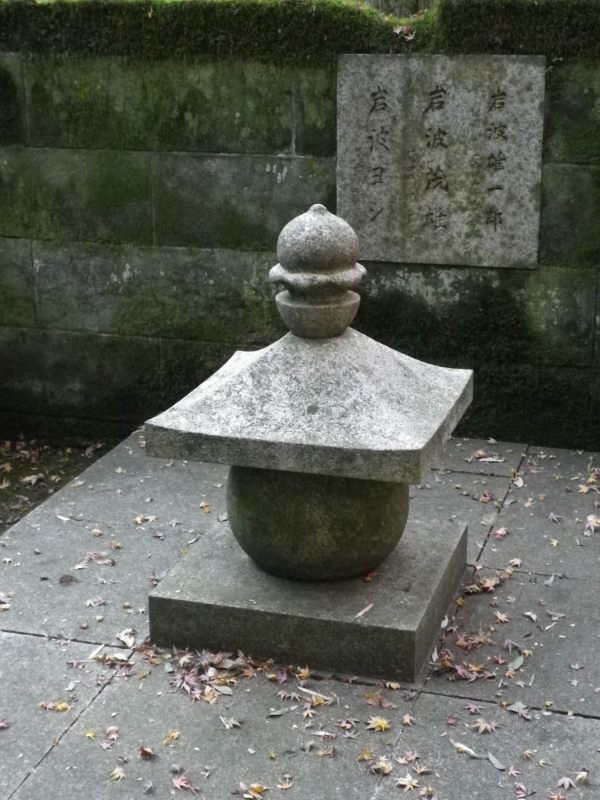
岩波茂雄之墓

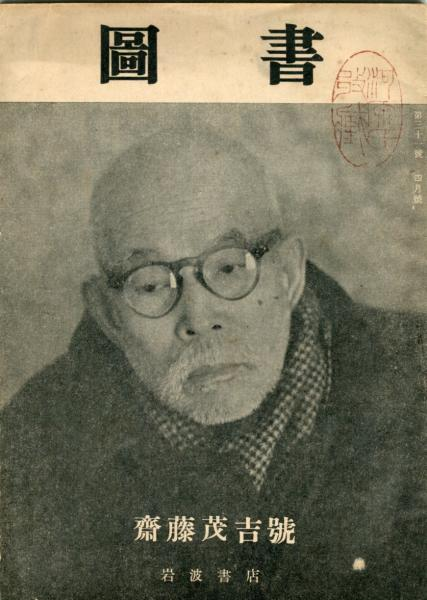
岩波書店『圖書』1952年(昭和27年)4月號、齋藤茂吉號表紙

## 家庭
次子岩波雄二郎是岩波书店第二任社长，孙子岩波律子是岩波会馆支配人。次女小百合是岩波书店会长小林勇妻子。